# Provincia Bueng Kan
Bueng Kan (în thailandeză บึงกาฬ), de asemenea scris și Bung Kan, este cea de-a 76-a provincie (changwat) din Thailanda. Provincia este situată în regiunea Isan și a fost fondată la 23 martie 2011.
Cu o populație de 407.634 de locuitori, Bueng Kan este a 63-a provincie din Thailanda ca mărime după numărul populației.

## Diviziuni administrative

Zona Bueng Kan

Provincia Bueng Kan este subdivizată în 8 districte (amphoe), care la rândul lor sunt împărțite în 53 de subdistricte (tambon) și 615 sate (muban).
1. Mueang Bueng Kan
2. Phon Charoen
3. So Phisai
4. Seka
5. Pak Khat
6. Bueng Khong Long
7. Si Wilai
8. Bung Khla

## Clima
| Date climatice pentru Nong Khai (1961-1990) | Date climatice pentru Nong Khai (1961-1990) | Date climatice pentru Nong Khai (1961-1990) | Date climatice pentru Nong Khai (1961-1990) | Date climatice pentru Nong Khai (1961-1990) | Date climatice pentru Nong Khai (1961-1990) | Date climatice pentru Nong Khai (1961-1990) | Date climatice pentru Nong Khai (1961-1990) | Date climatice pentru Nong Khai (1961-1990) | Date climatice pentru Nong Khai (1961-1990) | Date climatice pentru Nong Khai (1961-1990) | Date climatice pentru Nong Khai (1961-1990) | Date climatice pentru Nong Khai (1961-1990) | Date climatice pentru Nong Khai (1961-1990) |
| Luna                                        | Ian                                         | Feb                                         | Mar                                         | Apr                                         | Mai                                         | Iun                                         | Iul                                         | Aug                                         | Sep                                         | Oct                                         | Nov                                         | Dec                                         | Anual                                       |
| ------------------------------------------- | ------------------------------------------- | ------------------------------------------- | ------------------------------------------- | ------------------------------------------- | ------------------------------------------- | ------------------------------------------- | ------------------------------------------- | ------------------------------------------- | ------------------------------------------- | ------------------------------------------- | ------------------------------------------- | ------------------------------------------- | ------------------------------------------- |
| Maxima medie °C (°F)                        | 29.3 (84,7)                                 | 31.6 (88,9)                                 | 34.3 (93,7)                                 | 35.7 (96,3)                                 | 33.7 (92,7)                                 | 32.5 (90,5)                                 | 32.0 (89,6)                                 | 31.4 (88,5)                                 | 31.6 (88,9)                                 | 31.3 (88,3)                                 | 30.1 (86,2)                                 | 28.6 (83,5)                                 | 31,8 (89,2)                                 |
| Minima medie °C (°F)                        | 16.2 (61,2)                                 | 18.6 (65,5)                                 | 21.4 (70,5)                                 | 23.8 (74,8)                                 | 24.3 (75,7)                                 | 24.7 (76,5)                                 | 24.5 (76,1)                                 | 24.3 (75,7)                                 | 24.0 (75,2)                                 | 22.7 (72,9)                                 | 19.4 (66,9)                                 | 15.9 (60,6)                                 | 21,7 (71,1)                                 |
| Precipitații mm (inches)                    | 7.0 (0.276)                                 | 10.5 (0.413)                                | 30.7 (1.209)                                | 89.5 (3.524)                                | 240.3 (9.461)                               | 278.5 (10.965)                              | 249.3 (9.815)                               | 336.7 (13.256)                              | 275.6 (10.85)                               | 76.6 (3.016)                                | 12.2 (0.48)                                 | 3.3 (0.13)                                  | 1.610,2 (63,394)                            |
| Nr. mediu de zile ploioase                  | 2                                           | 3                                           | 5                                           | 8                                           | 17                                          | 19                                          | 20                                          | 22                                          | 18                                          | 9                                           | 2                                           | 1                                           | 126                                         |
| Sursă: Thai Meteorological Department       |                                             |                                             |                                             |                                             |                                             |                                             |                                             |                                             |                                             |                                             |                                             |                                             |                                             |